# بورنان
بورنان (به انگلیسی: Bornane) با فرمول شیمیایی C۱۰H۱۸ یک ترکیب شیمیایی با شناسه پاب‌کم ۹۲۱۰۸ است. که جرم مولی آن ۱۳۸٫۲۴۹۹۲ می‌باشد. 